# Avenida Governador José de Magalhães Pinto
A Avenida Governador José de Magalhães Pinto, mais conhecida como Avenida Magalhães Pinto, é um logradouro do município brasileiro de Coronel Fabriciano, no interior do estado de Minas Gerais. Começa no Centro da cidade (na Praça Sérvulo Roque, encontro das ruas Maria Mattos e Duque de Caxias) e termina no bairro Surinan (na Praça da Bíblia).
Com cerca de 3 km de comprimento, a avenida interliga a área central aos bairros do distrito Senador Melo Viana, região mais populosa de Fabriciano. Conta com um considerável movimento comercial, além de concentrar boa parte do fluxo da vida noturna fabricianense, tendo uma significativa presença de bares e restaurantes.

## História

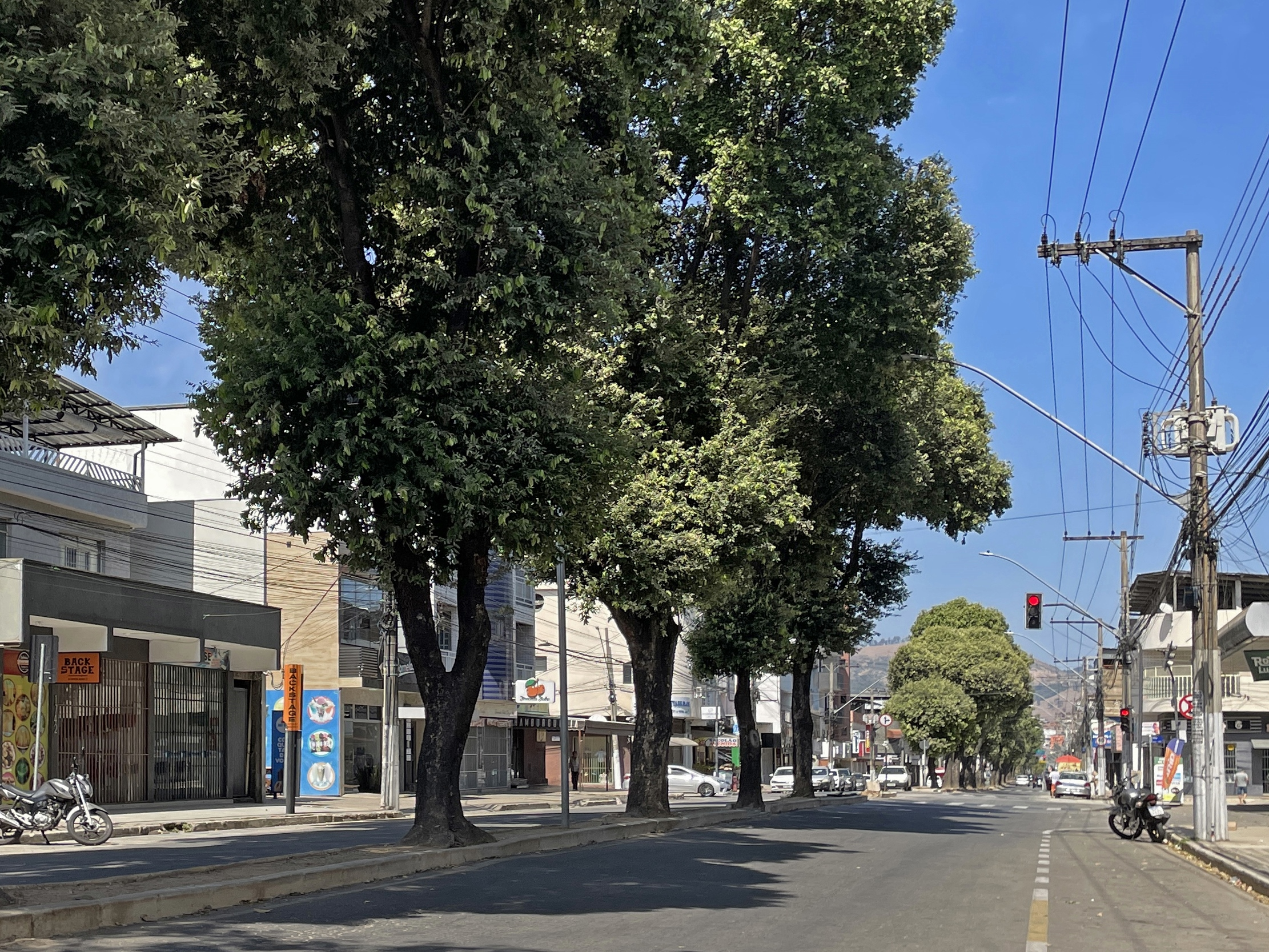
Arborização com oitis na Avenida Magalhães Pinto

O surgimento do logradouro se deveu à necessidade de ligar o bairro Melo Viana — que marca o estabelecimento do primeiro núcleo habitacional do município em 1919 — até a atual região central da cidade, cujo desenvolvimento ocorreu em função da construção da Estação do Calado em 1924. Originalmente a via foi utilizada como delimitação de propriedades diferentes, sendo depois estruturada e batizada de Avenida Dom Helvécio.
Na década de 1960 foi iniciada a pavimentação da avenida pelo então prefeito Mariano Pires Pontes. Na mesma ocasião recebeu sua denominação atual em homenagem ao ex-governador de Minas Gerais José de Magalhães Pinto, por ter ocorrido em seu mandato a construção do Trevo Pastor Pimentel — interseção com a Avenida Tancredo Neves, antigo trecho da BR-381. Durante muito tempo os postes de iluminação (inicialmente feitos de madeira) estiveram dispostos no canteiro central. A primeira edificação imponente foi o antigo Hospital Nossa Senhora do Carmo. Nas décadas seguintes também se tornou uma importante artéria comercial para a cidade. Em 21 de dezembro de 2007, foi concluído o último trecho da avenida, com a ampliação do final da via entre os bairros Melo Viana e Surinan.
Tramitou a alteração do nome da via para José Isabel do Nascimento, que seria uma referência ao fotógrafo amador que ficou conhecido por ser o único a fotografar o Massacre de Ipatinga, do qual foi uma das vítimas fatais. Ele foi sepultado no cemitério que existia onde mais tarde foi criada a Praça da Bíblia, no final da avenida. Dentre outras razões para a mudança, está o fato de José de Magalhães Pinto ter sido um dos artífices do golpe militar de 1964, além de ter contribuído para o desmembramento de Ipatinga e Timóteo do território fabricianense, o qual deixou de sediar os complexos industriais responsáveis pelo desenvolvimento econômico do município. Outro projeto também propôs a mudança do nome para Avenida Dom Lélis Lara, em homenagem ao bispo-emérito da Diocese de Itabira-Fabriciano falecido em 2016.